# 松井孝典
松井 孝典（まつい たかふみ、1946年3月7日 - 2023年3月22日）は、日本の惑星科学者、位階は従四位。
千葉工業大学学長（第13代）、東京大学名誉教授、宇宙政策委員会委員長代理、国家基本問題研究所客員研究員、行政刷新会議民間議員、公益財団法人東京財団名誉研究員。理学博士。専門は、固体地球物理学、惑星物理学、比較惑星学。

## 人物
静岡県周智郡森町出身。
日本の惑星科学の第一人者。学際的な地球学を唱えている。1986年、英国の科学雑誌『ネイチャー』に海の誕生を解明した「水惑星の理論」を発表し世界の地球科学者から注目を集めた。地球物理学者の上田誠也や地質学者の鎮西清高ら他の地球科学者とともにNHKで放送された『地球大紀行』の制作に関わり、特に松井は企画段階から参加した。2007年、著書『地球システムの崩壊』（新潮選書）が、第61回毎日出版文化賞（自然科学部門）を受賞した。
2023年3月22日、前立腺がんのため、死去。77歳没。死没日をもって従四位に叙され、瑞宝重光章を追贈された。

## 略歴

### 学歴
- 東京学芸大学附属高等学校卒業
- 1970年3月：東京大学理学部地球物理学科卒業
- 1973年3月：東京大学大学院理学系研究科地球物理学専門課程修士課程修了
- 1976年3月：東京大学大学院理学系研究科地球物理学専門課程博士課程修了　東京大学 理学博士　「Numerical simulation of planetary accretion process : planetesimals to planet（惑星集積過程の数値的実験 : 微惑星から惑星へ）」[6]。

### 職歴
- 1978年6月：東京大学理学部助手[7]
- 1992年4月：東京大学理学部助教授[7]
- 1993年4月：東京大学大学院理学系研究科助教授[7]
- 1999年4月：東京大学大学院新領域創成科学研究科教授[7]
- 2009年
  - 3月：東京大学退職[8]
  - 4月：千葉工業大学惑星探査研究センター所長[9]
  - 6月：東京大学名誉教授[10]
- 2010年4月：学校法人千葉工業大学理事
- 2012年2月：内閣府宇宙政策委員会委員長代理、公立大学法人静岡文化芸術大学理事[11]
- 2016年1月：学校法人千葉工業大学常務理事
- 2018年3月：岐阜かかみがはら航空宇宙博物館館長兼理事長
- 2019年4月：千葉工業大学地球学研究センター 所長
- 2020年6月：千葉工業大学学長

## 指摘・発言

### 科学技術について
2009年11月13日行政刷新会議（事業仕分け）に民間有識者の一員として参画し、科学技術関連事業の予算削減議論に携わった。次次世代スーパーコンピュータへの開発予算を削減しようとする蓮舫参院議員に同調し、「ハードで世界一になればソフトにも波及というが分野で違う」と発言した。
また、はやぶさ計画を含む旧宇宙科学研究所の宇宙探査計画や宇宙科学研究については極めて否定的であった。
「小惑星からのサンプルリターンを目指す『はやぶさ』も、地球に帰還しなければ失敗である。500メートル程度の小惑星の画像に数百億円の価値を見出すことは難しい。」「日本の場合、そもそも惑星探査計画といっても、実はそれぞれ全てが、工学試験衛星という位置づけになっているため、失敗して当り前という建前なのである。」「研究者としてはまだひよこのような未熟な惑星科学者が、1回につき何百億円もかかる惑星探査に漠然と関わり、次から次へと提案され、実現していく探査計画を、責任感を感じることなく、無邪気に楽しんでいる（原文ママ）。」と述べていた。にもかかわらず松井が学長と所長を務める千葉工業大学の惑星探査研究センター（PERC）のホームページでは「はやぶさ初号機」の成功なくしてはあり得ない「はやぶさ2プロジェクト」への協力と実績を後出しジャンケンよろしくアピールしているという事実がある。

### 石原慎太郎「ババア発言」について
「ババア発言（文明がもたらした最も悪しき有害なものはババア）」について石原慎太郎は、「おばあさん仮説」についての松井の発言が出所と主張したが、松井は「石原氏の発言を見ると、私の言っていることとまったく逆のことだからね。私はこういう言い方はどこでもしたことはないし、おばあさん仮説という理論を私はいろんなところで話しているから、それを見てもらえば分かるでしょう」 と述べた。おばあさん仮説は、ヒトの女性が生物としては例外的に生殖可能年齢を超えて生存することで「おばあさん」が集団の記憶装置としての役割を果たし、そのことで文明の誕生が可能になったとするものだが、松井はさらに結果としてヒトの文明が地球環境を蝕む結果をももたらしているというもので、「おばあさん」の存在が地球環境を蝕んだことを論じている。

### 鳩山由紀夫に火星儀をプレゼント
松井は鳩山由紀夫首相（当時）に東京渋谷の居酒屋で火星の話をするとともに火星儀をプレゼントしており、鳩山はその火星儀を手に「これ、火星儀。宇宙人ですから」と語っている。

## 著作

### 著書
- 『惑星探査と生命・惑星の表面』（恒星社厚生閣 現代天文学講座 1979年）
- 『パノラマ太陽系』（講談社ブルーバックス 1981年）
- 『青い惑星・地球』（講談社ブルーバックス 1982年）
- 『惑星への旅』（日本放送出版協会 1985年）
- 『水惑星はなぜ生まれたか』（講談社ブルーバックス 1987年）
- 『地球＝誕生と進化の謎』（講談社現代新書 1990年）
- 『地球進化論』（岩波書店 1988年、岩波現代文庫　2008年）
- 『地球・46億年の孤独』（徳間書店 1989年、徳間文庫　2000年）
- 『サンサーラ地球・宇宙・人間』（徳間書店 1989年）
- 『地球＝誕生と進化の謎』（講談社現代新書 1990年）
- 『宇宙誌』（徳間書店 1993年、徳間文庫　1998年、岩波現代文庫　2009年、講談社学術文庫　2015年）
- 『最後の選択―文明・人類はどこへ行くのか』（徳間書店 1994年)
- 『地球進化探訪記』（岩波書店・岩波科学ライブラリー、1994年）
- 『地球倫理へ』（岩波書店 1995年）
- 『150億年の手紙』（徳間書店 1995年）
- 『惑星科学入門』（講談社学術文庫 1996年）
- 『地球・宇宙・そして人間』全3巻（徳間書店、1987－95年）
- 『巨大隕石の衝突―地球大異変の歴史を読み解く』（PHP研究所 1997年）
- 『地球学―長寿命型の文明論』（ウェッジ 1998年）
- 『地球大異変―恐竜絶滅のメッセージ』（ワック 1998年）
- 『再現!巨大隕石衝突―6500万年前の謎を解く』（岩波書店　1999年）
- 『地球・46億年の孤独―ガイア仮説を超えて』（徳間書店 2000年）
- 『1万年目の「人間圏」』（ワック 2000年）
- 『絶滅恐竜からのメッセージ―地球大異変と人間圏』（ワック 2002年）
- 『宇宙からみる生命と文明―アストロバイオロジーへの招待』（日本放送出版協会、2002年）
- 『宇宙人としての生き方』（岩波新書　2003年）
- 『宇宙生命、そして「人間圏」』（ワック 2005年）
- 『宇宙で地球はたった一つの存在か』（ウェッジ 2005年）
- 『松井教授の東大駒場講義録』（集英社新書　2005年）
- 『コトの本質』（講談社 2006年）
- 『われわれはどこへ行くのか?』（ちくまプリマー新書 2007年）
- 『「わかる」と「納得する」―人はなぜエセ科学にはまるのか』（ウェッジ 2007年）
- 『地球システムの崩壊』（新潮選書　2007年）
- 『探査機でここまでわかった太陽系』（技術評論社「知りたい！サイエンス」、2011年）
- 『我関わる、ゆえに我あり ―地球システム論と文明』（集英社 2012年）
- 『生命はどこから来たのか? アストロバイオロジー入門』（文春新書 2013年）
- 『スリランカの赤い雨 生命は宇宙から飛来するか』（角川学芸出版 2013年）
- 『天体衝突 斉一説から激変説へ 地球、生命、文明史』（講談社ブルーバックス 2014年）
- 『銀河系惑星学の挑戦 地球外生命の可能性をさぐる』（NHK出版新書 2015年）
- 『文明は〈見えない世界〉がつくる』（岩波新書、2017年）
- 『138億年の人生論』（飛鳥新社、2018年）

### 共著
- 『地球惑星科学入門・太陽系のなかの地球』（岩波書店「岩波講座 地球惑星科学I」、1996年）
- 『いま、いのちを考える』（梅原猛、河合隼雄との共著、岩波書店、1999年）
- 『親子で読もう 地球の歴史』（岩波書店 2012年）

### 訳書
- J.ネーゲンダンク『身近な地球科学  宇宙船「地球号」を探る』大久保修平・本田勝彦共訳（講談社 1980年）
- ジョナサン・ワイナー『プラネット・アース』監訳 旺文社 1986年）
- パトリック・ムーアほか『われらの太陽系 3・水星のすべて』（朝倉書店 1986年）
- チャンドラ・ウィックラマシンゲ『彗星パンスペルミア』監修・所源亮訳（恒星社厚生閣 2017年）
- チャンドラ・ウィックラマシンゲ『宇宙を旅する生命』監修・所源亮訳（恒星社厚生閣 2018年）

### 監修
- 『宇宙はこうなっている』（徳間書店 1993年）

## テレビ番組
- 『パノラマ太陽系』（NHK総合テレビ 1980年）
- 『地球大紀行』（NHK総合テレビ 1987年、諮問委員及び企画・監修・解説を務めた）
- 『いのちの響』（TBSテレビ、出演）
- 『ザ!世界仰天ニュース エコ2時間スペシャル』（日本テレビ・2010年6月2日、出演）